# Château Suresnes (Munich)
Le château Suresnes (également appelé Werneckschlößl en allemand) est un petit château situé dans le district de Schwabing à Munich.

## Histoire
Le château a été construit entre 1715 et 1718 par Johann Baptist Gunetzrhainer ; il a pour modèle le château de Suresnes près de Paris. Il a pour commanditaire Franz von Wilhelm, secrétaire du Cabinet de l'Électeur de Bavière Maximilien-Emmanuel, qu'il avait accompagné dans son exil de quelques mois dans la demeure suresnoise. Le château munichois est donc bâti en référence à ce séjour, qui avait marqué la mémoire locale,.
En 1919, le peintre Paul Klee loue un atelier au château, jusqu'à sa nomination comme enseignant au Bauhaus de Weimar, en octobre 1920. Il consacre son activité à de nombreux genres nouveaux : peinture à l'huile, aquarelle, pastels, dessins, sculpture.
Le château abrite actuellement une partie de l'Académie catholique de Bavière.

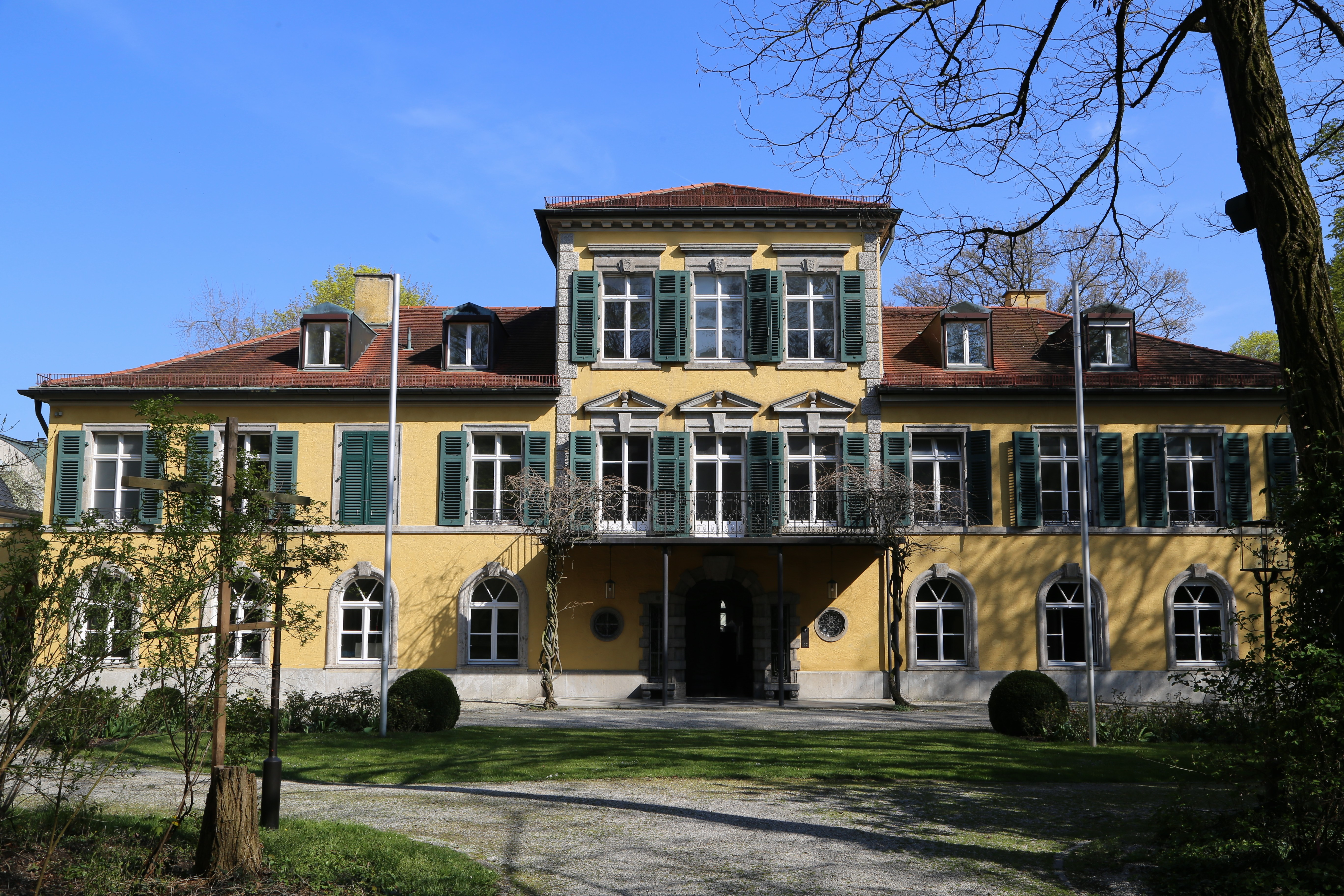
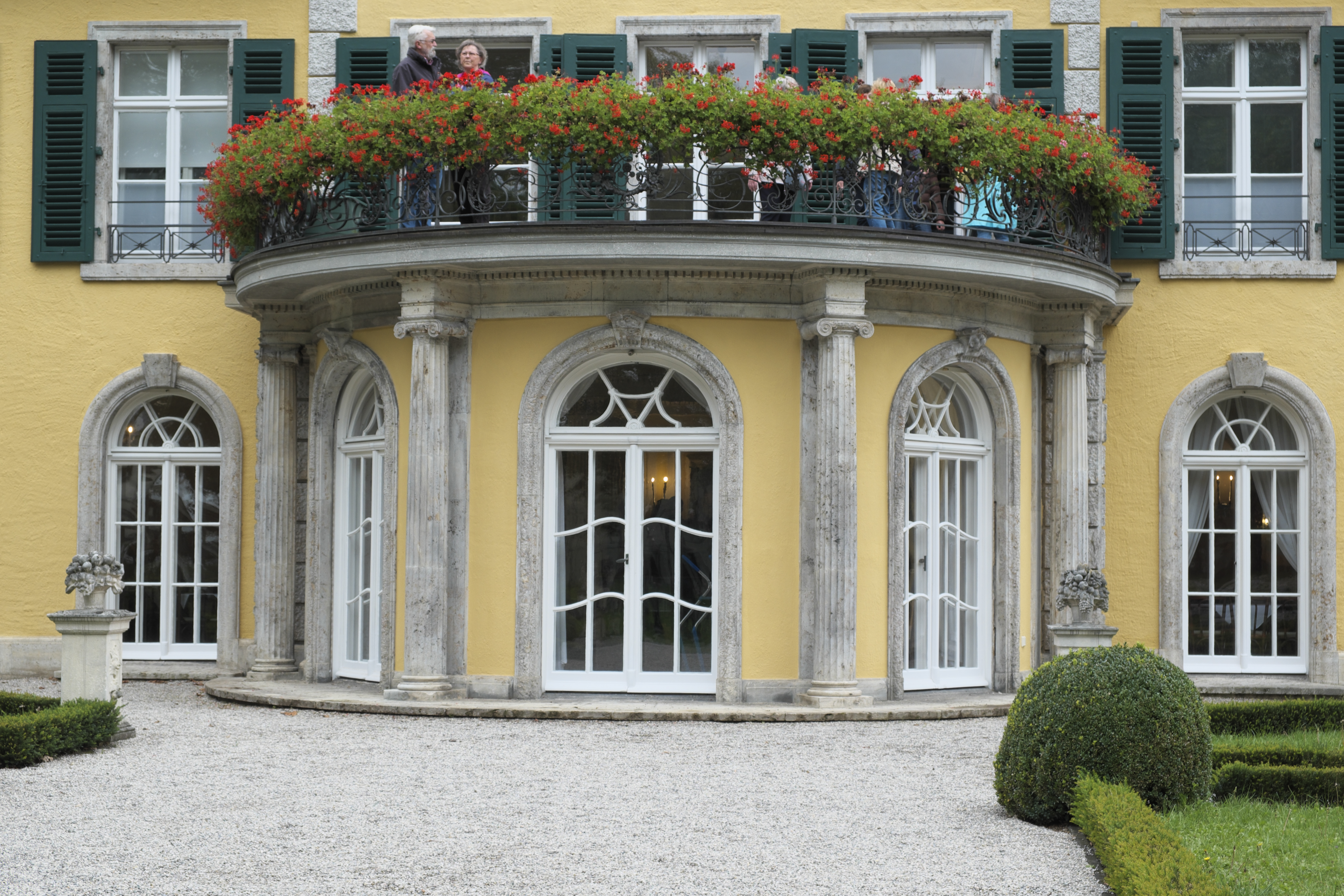
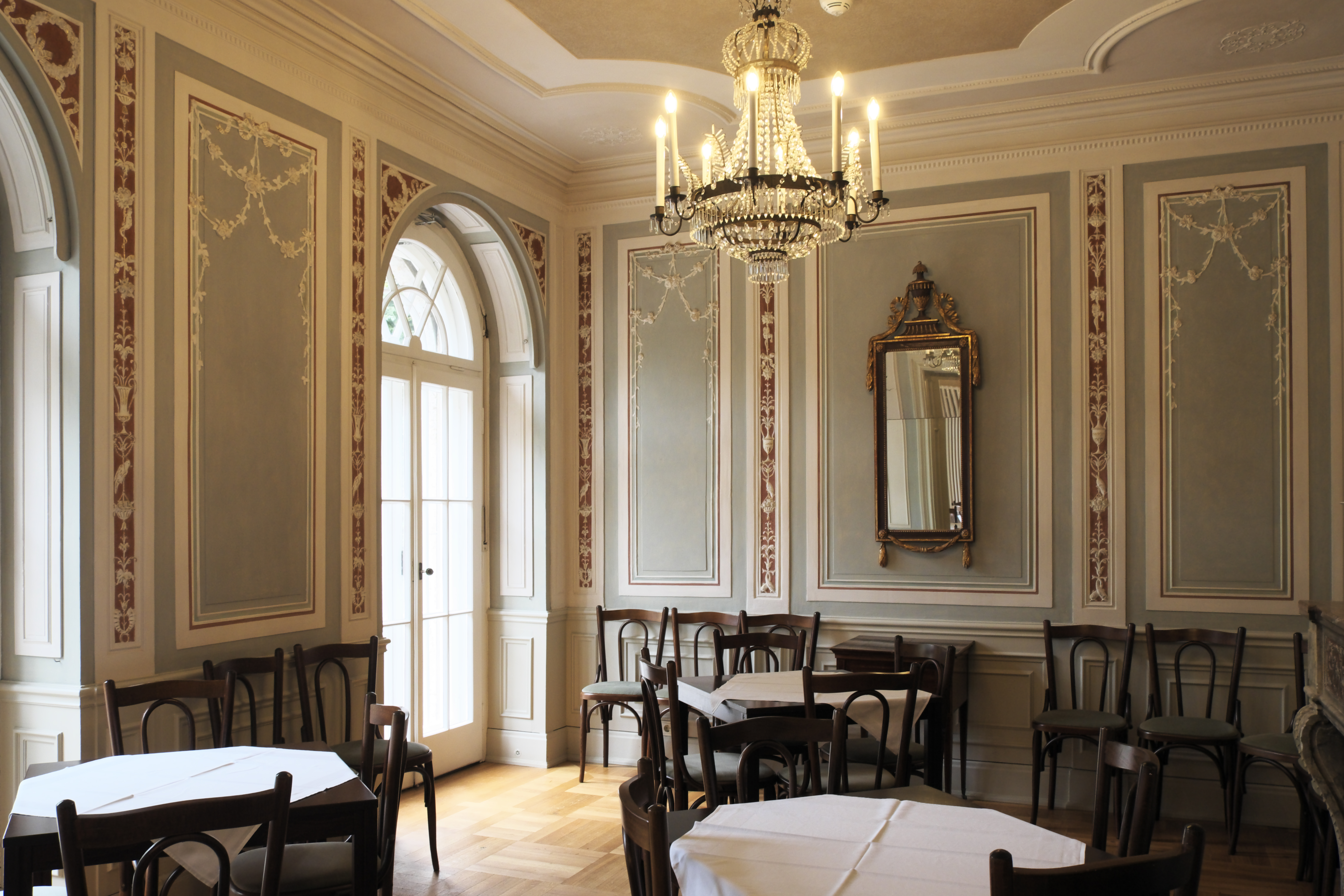
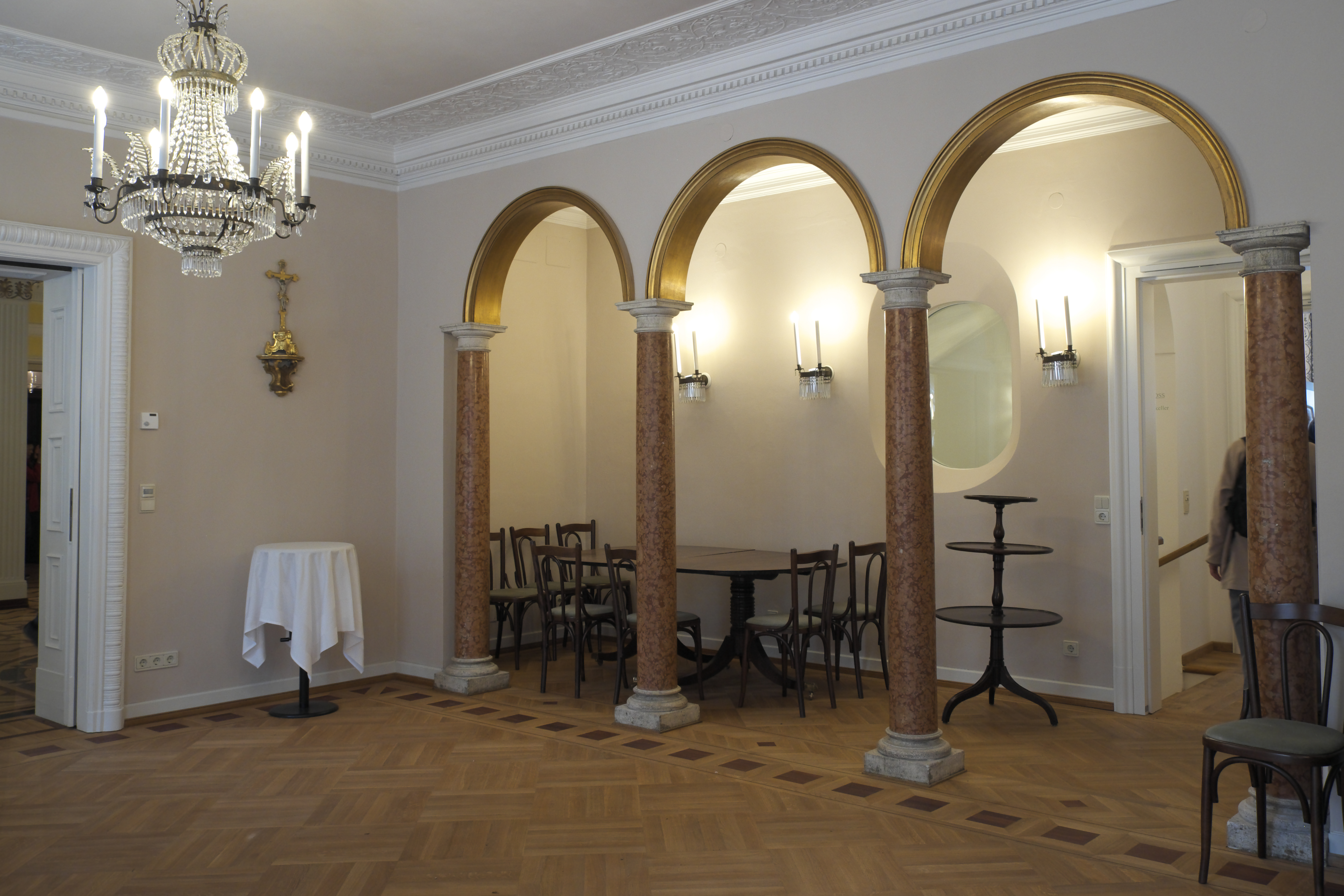
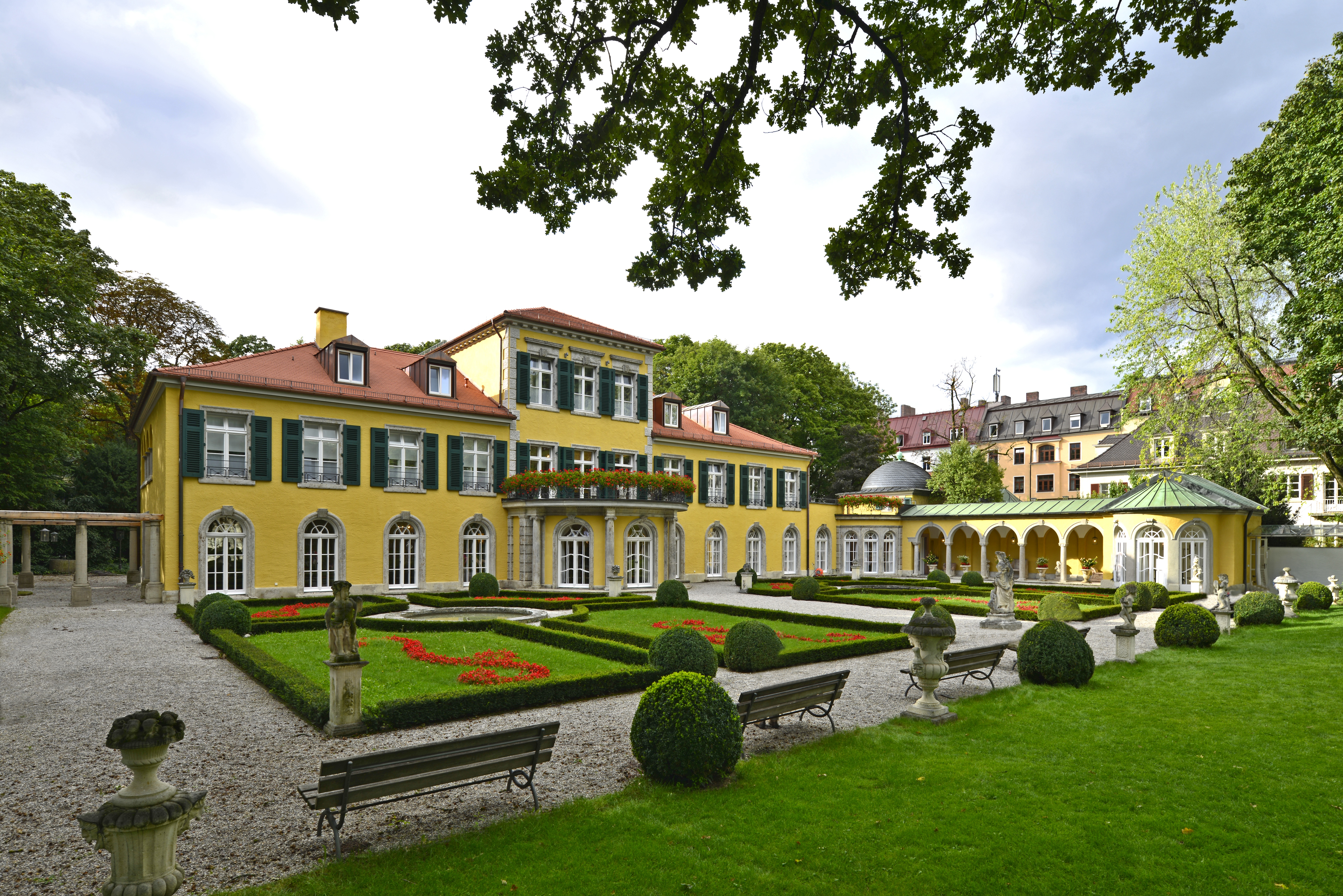